# Tríada de Micerino

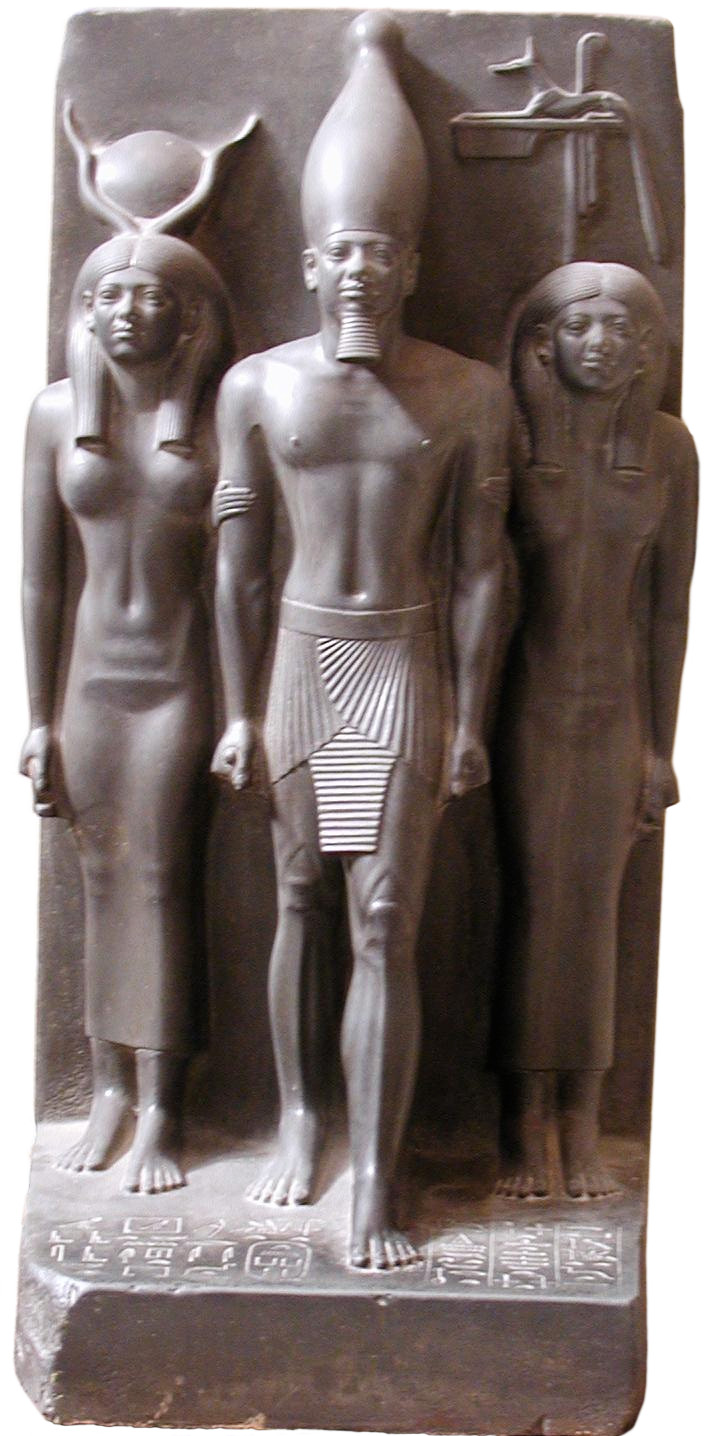
Tríada de Micerino (Menkaura), en el Museo Egipcio de El Cairo

La Tríada de Micerino está considerada uno de los más notables conjuntos escultóricos de la dinastía IV y del periodo menfita. Está datada a mediados del tercer milenio a. C. Corresponde al grupo formado por el faraón Micerino, la diosa Hathor y la divinidad del nomo de Cinópolis. Fue descubierta en 1910 por un equipo de arqueólogos del Museo de Bellas Artes de Boston, que estaba excavando el templo funerario de la pirámide de dicho faraón.
Al lado derecho de Micerino se encuentra la diosa Hathor, con cuernos y el disco solar sobre su cabeza, y al lado izquierdo la del nomo de Cinópolis, portando su emblema.

## Características generales
En ella podemos apreciar cualidades propias de la escultura egipcia, como son
Hieratismo: rigidez con la que aparecen los personajes y representación recta de la línea de los hombros y de las caderas. Las figuras acompañantes sujetan familiarmente a Micerino por el brazo, poniendo en ello una nota de ternura frente a la firmeza que domina toda la composición.
Ley de frontalidad: que consiste en representar el conjunto para ser contemplado de frente preferentemente. En este caso es un grupo en altorrelieve, no siendo figuras de bulto redondo.
Canon: las figuras están bien proporcionadas mostrando gran armonía entre sus partes, siendo el canon de la figura de 18 puños. Distribuidos de la siguiente manera: dos para el rostro, diez desde los hombros hasta la altura de las rodillas y los seis restantes para piernas y pies.
Características del conjunto:
- Tema: Micerino entre la Diosa Hathor y la divinidad del nomo de Cinópolis.
- Material: Roca de diorita.
- Altura: 92'5 cm.
- Categoría: Escultura egipcia.
- Ubicación: Museo Egipcio de El Cairo.

La indumentaria es de gran sencillez, puesto que el faraón sólo está tocado con la corona blanca real, porta barba postiza y un sencillo faldellín, o falda egipcia real. Las otras dos figuras visten un ajustada túnica casi transparente. El pie izquierdo adelantado, en las figuras de Hator y Micerino, que pasa así a un primer plano.
La escultura egipcia se realizaba en diversos materiales de diferentes durezas y texturas, con acabados pulidos y generalmente coloreados. Este conjunto está esculpido en pizarra.
Sorprenden la perfección, el refinamiento y el detalle que conforman las fracciones del rostro, lo que hace suponer que debieron tener notable parecido con la realidad, pues en esta época, la IV dinastía, los ritos funerarios exigían la representación de los rasgos físicos lo más fielmente posible. Por todo ello, aquí, se manifiesta la típica combinación del gran realismo e idealización plástica, dentro de la concepción frontal y la rigidez formal.
Otras esculturas notables de esta época son las otras tríadas de Micerino y la estatua sedente de Kefrén.
Galería de imágenes:
Otras tríadas de Micerino (Menkaura):

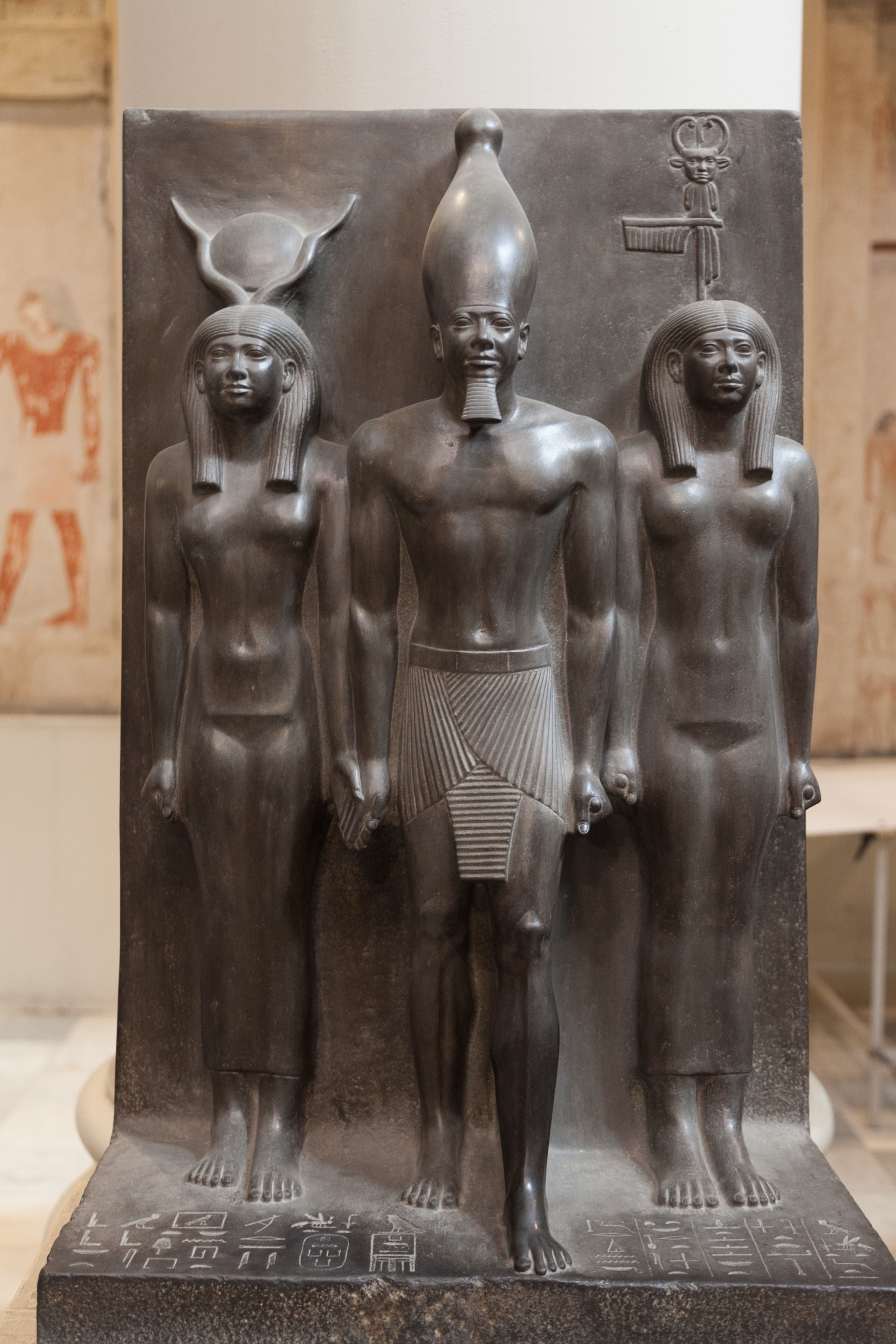
Tríada de Micerino en el Museo Egipcio de El Cairo.
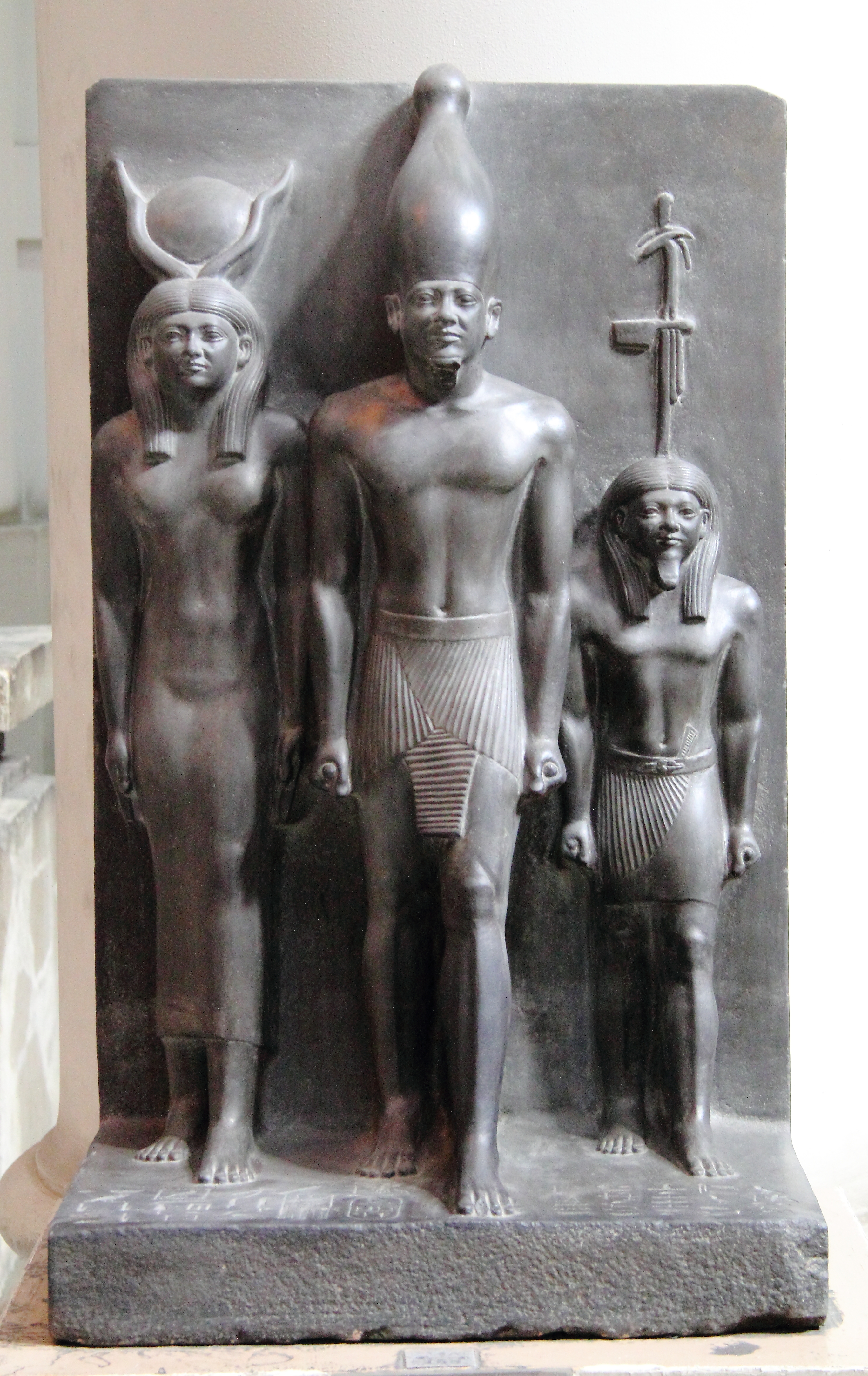
Tríada de Micerino en el Museo Egipcio de El Cairo.
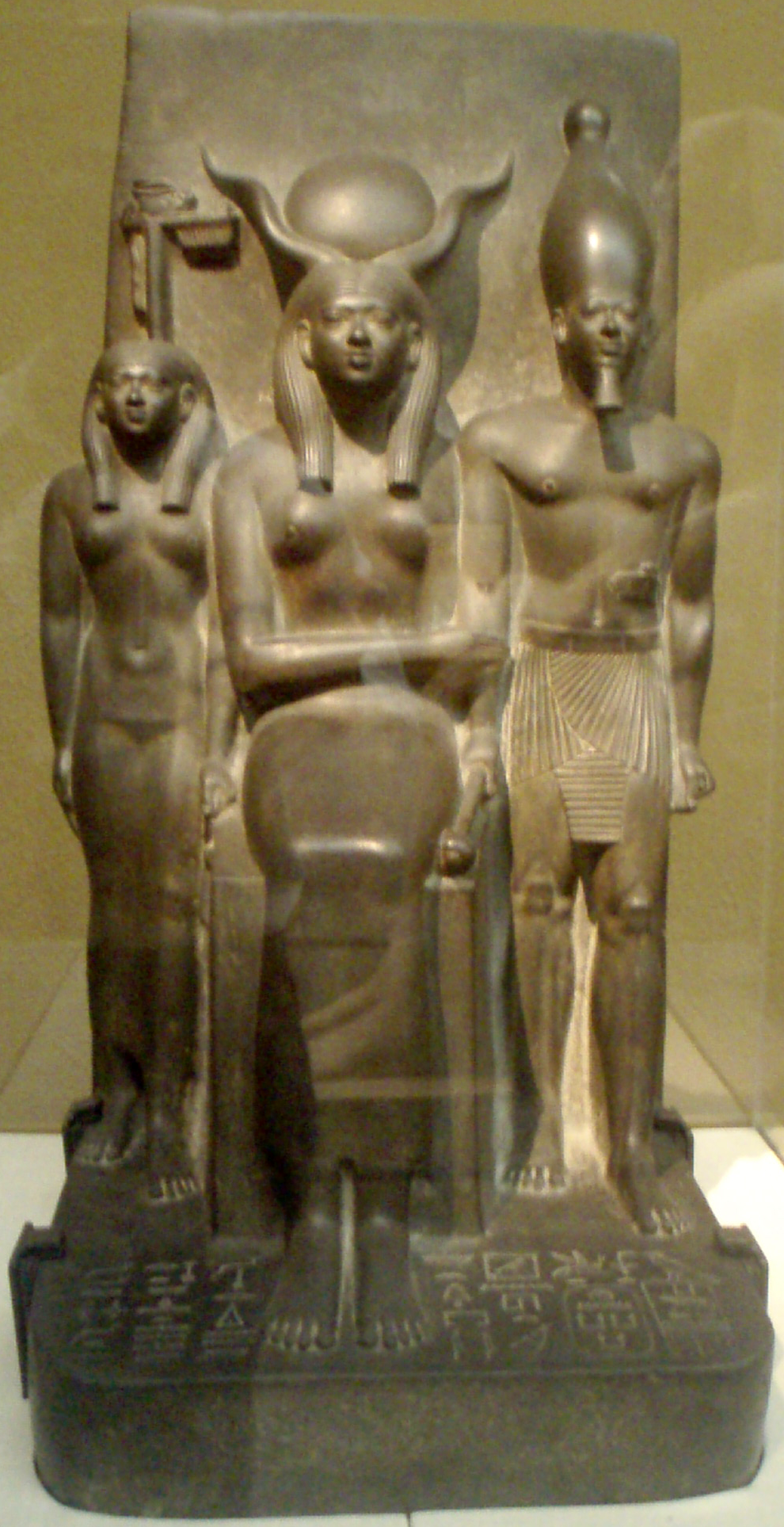
Tríada de Micerino en el Museo de Boston.
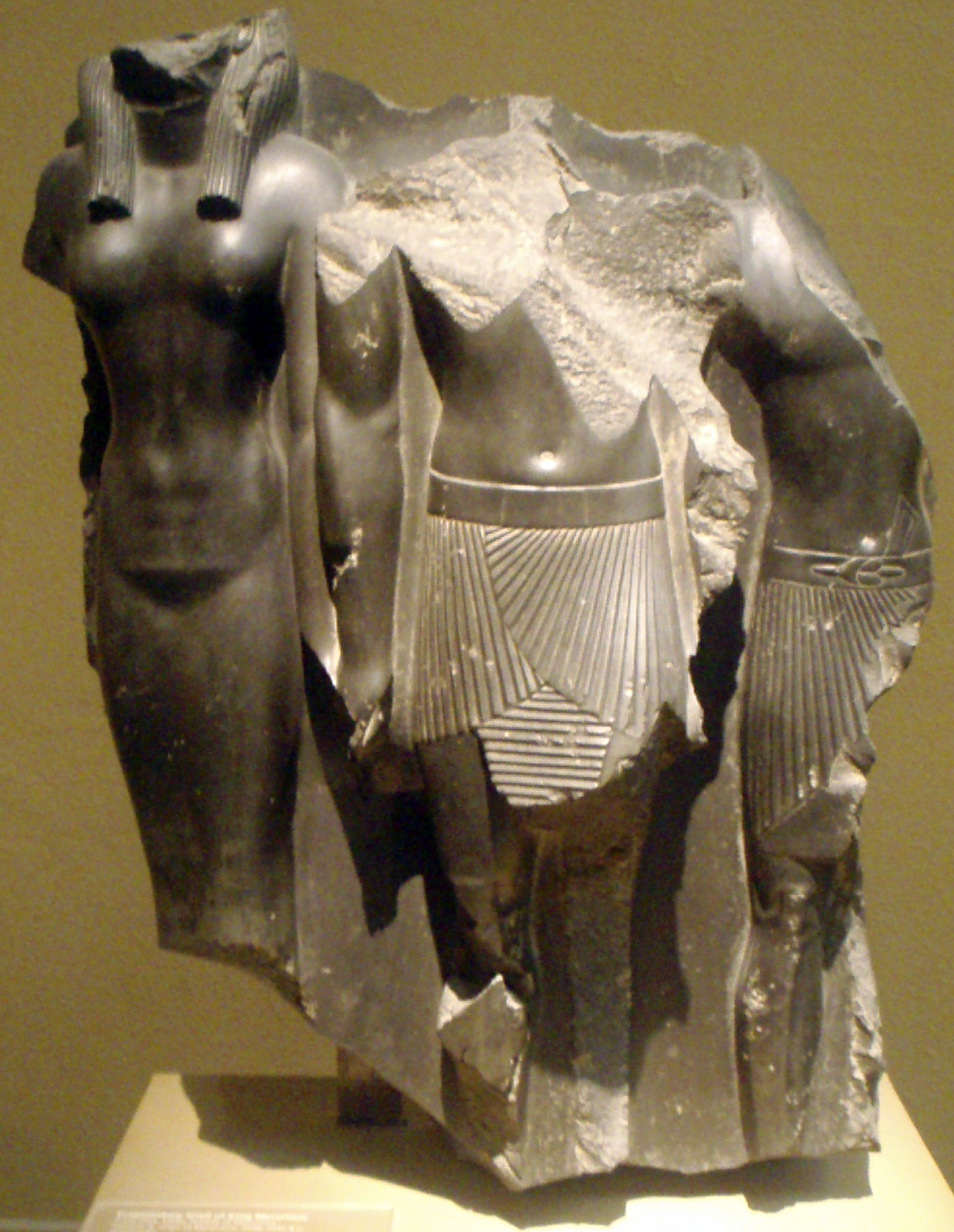
Tríada de Micerino (fragmento), en el Museo de Boston.